# Fernando Orsi
Fernando Orsi (* 12. September 1959 in Rom) ist ein ehemaliger italienischer Fußballspieler und aktueller -trainer.

## Spielerkarriere
Fernando Orsi begann seine Karriere als Torhüter bei seinem Heimatverein AS Rom, bei welchem er in seiner ersten Saison 1978/79 nicht im Profiteam eingesetzt wurde. Sein Profidebüt gab er erst in der darauffolgenden Saison beim AC Siena in der Serie C2. Nach einer Saison bei Siena ging er zum AC Parma, wo er bis zu seinem Wechsel 1982 regelmäßig spielte. Sein erstes Spiel in der Serie A bestritt Orsi erst 1982 mit Lazio Rom, für welches er von 1982 bis 1985 und als Ersatzkeeper von 1989 bis zu seinem Rücktritt 1998 spielte. Die meisten Pflichtspiele (125) bestritt er jedoch für den AC Arezzo, wo er von 1985 bis 1989 spielte.

## Trainerkarriere
2002 begann Orsis Trainerlaufbahn, er wurde bei Lazio Rom Assistenzcoach an der Seite von Roberto Mancini. Als Mancini zwei Jahre später zu Inter Mailand ging, kam auch Orsi als Assistenztrainer zu Inter. Nach vier Jahren als Co-Trainer verließ Orsi 2006 Inter, um sich auf seine Karriere als Cheftrainer vorzubereiten. Es gingen Gerüchte um, dass er das Traineramt beim AC Arezzo übernimmt. Ein wenig überraschend wurde Orsi dann schließlich Trainer eines Serie-A-Teams, der AS Livorno, bei der er einen Vertrag bis Sommer 2008 unterschrieb. Er ersetzte Daniele Arrigoni, der nach einer 0:4-Niederlage bei Udinese Calcio zum zweiten Mal innerhalb weniger Monate bei Livorno gefeuert wurde. Orsis Debüt begann vielversprechend mit einem 4:1-Sieg seines Teams über Catania Calcio. Orsi erreichte schließlich am Ende der Saison das vom Präsidium gesteckte Mindestziel, den Klassenerhalt. In der Saison 2007/08 konnte sein Team in den ersten sieben Saisonspielen nur zwei Unentschieden erreichen, so dass Orsi am 9. Oktober 2007 entlassen und durch Giancarlo Camolese abgelöst wurde. Nachdem Livorno am 35. Spieltag der Saison 2007/08 wieder auf den letzten Platz abgerutscht war, wechselte Livorno erneut den Trainer und Orsi ersetzte interimsmäßig seinen Nachfolger bis zum Saisonende. Orsi konnte den Abstieg in den noch verbleibenden drei Spielen aber nicht verhindern, so dass sein Vertrag nicht verlängert wurde.